# توژر
توژر (به مجاری:  Tuzsér) یک منطقهٔ مسکونی در مجارستان است که در سابولچ-ساتمار-برگ واقع شده‌است. توژر ۱۵٫۵۱ کیلومتر مربع مساحت و ۳٬۳۷۳ نفر جمعیت دارد.